# Stawy (Mazańcowice)
Stawy – część wsi Mazańcowice w Polsce położona w województwie śląskim, w powiecie bielskim, w gminie Jasienica.